# Röd eldmyra
Röd eldmyra (Solenopsis invicta) är en myrart som beskrevs av William F. Buren 1972. Den ingår i släktet eldmyror, underfamiljen ettermyror och familjen myror. Inga underarter finns listade i Catalogue of Life.

## Beskrivning
Drottningen, som kan bli upp till 9 mm lång, är rödbrun. Arbetarna uppträder i flera olika former med kroppslängder mellan 1,5 mm och 5 mm, varierar i färg mellan rödbrunt och svart. Hanarna känns igen på sina små huvuden och sin mörka färg. Arten är nära släkt med svart eldmyra (Solenopsis richteri), som den också kan hybridisera med.

## Ekologi
Habitaten utgörs av tropisk regnskog, gräsmarker, ruderatmarker, gräsmattor, vägrenar och byggnader. Den röda eldmyran är allätare. Bona anläggs under jorden, men kan ha en myrstack upptill. Arten bildar två olika typer av samhällen: Ett med en enda drottning, och ett med flera drottningar.
Den röda eldmyran har gadd, precis som alla ettermyror, och deras aggressivitet gör att arten upplevs som ett stort problem.  Den vanligaste reaktionen är en brännande smärta vid stickstället, följd av nässelutslag och blåsbildning. Allvarligare allergiska symtom, som kan vara livshotande, förekommer också.

## Utbredning
Ursprungsområdet är Sydamerika, med därifrån har den spritt sig till stora delar av världen. Först till USA kring 1930- till 1940-talet, och därefter till Västindien, Malaysia samt under 2000-talet Kina och Australien. Arten är värmekrävande och bedöms inte kunna etablera sig fast i Norden, men en invasion av Medelhavsområdet anses tänkbar.
EU betraktar den röda eldmyran som en invasiv art.